# La Nuit (Fantin-Latour)
Pour les articles homonymes, voir Nuit (homonymie).
La Nuit est un tableau réalisé par le peintre français Henri Fantin-Latour en 1897. De format horizontal, cette huile sur toile est une allégorie représentant la Nuit sous les traits d'une jeune femme allongée nue dans une atmosphère vaporeuse, en présence d'un putto. Exposée au Salon l'année de sa création, l'œuvre y est achetée par l'État, qui l'attribue au musée du Luxembourg jusqu'en 1929, puis au musée du Louvre jusqu'en 1986. Depuis cette date, elle est conservée au musée d'Orsay, également à Paris.